# Andenländer

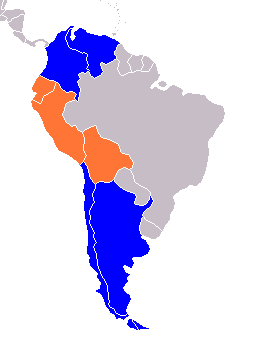
Orange: Andenländer im engeren Sinn. Blau: Sonstige Staaten mit Anden-Anteil.

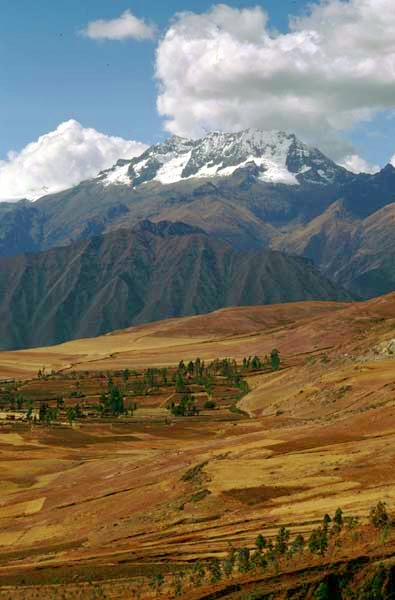
Die Höhenstufe der tierra fría in den Zentralanden.

Als Andenländer oder Andenstaaten werden eine Gruppe von Staaten im Westen Südamerikas bezeichnet, die Anteil am Gebirge der Anden haben.

## Naturräumliche Abgrenzung
Im engeren Sinne versteht man darunter häufig jene Staaten Südamerikas, die eine andine Kultur aufweisen und deren Territorium maßgeblich von den Anden geprägt wird: Bolivien, Peru und Ecuador. Obwohl Chile und Kolumbien geographisch in den Anden gelegen sind, werden sie oft aufgrund kultureller Unterschiede nicht dazu gerechnet. Obwohl Argentinien und Venezuela ebenfalls Anteil an den Anden haben, werden sie normalerweise nicht als Andenländer bezeichnet, da der Anteil der Anden am Landesterritorium in diesen beiden Fällen gering ist. Die beiden Länder Argentinien und Chile werden zudem häufig zur Region des Südkegels gerechnet.

## Andenländer als Kulturraum
Die Kultur der Andenländer, insbesondere die der Länder der Zentralanden (Bolivien, Peru und Ecuador sowie der Norden Chiles, der Nordwesten Argentiniens und der äußerste Süden Kolumbiens), weist eigenständige ethnische, sprachliche und kulturelle Elemente auf, etwa die Verwendung des Quechua oder Aymara sowie die Adobe-Bauweise. Einer der Gründe dafür ist das Inka-Reich, das sich in dieser Region etwa zwischen 800 und 1500 erstreckte, sowie deren kulturelle Vermischung (mestizaje) mit iberischen Einflüssen. Dies hat dazu geführt, dass die Bezeichnung Andenländer heute auch als Begriff für einen Kulturraum verwendet wird.
Die andine Musik weist Gemeinsamkeiten in Harmonik und Rhythmik sowie bei den verwendeten Musikinstrumenten auf. Es herrschen Stile vor, die Mischungen aus dem vorkolumbischen Erbe (insbesondere der Einsatz von Blasinstrumenten wie diverser Flöten und Panflöten wie Quena und Sicus, aber auch der Obertonharmonik) und spanischen Einflüssen (Saiteninstrumente wie Gitarre, Charango etc. sowie Diatonik) sind.

## Politisch-wirtschaftlicher Raum
Seltener wird die Bezeichnung Andenländer auch als Synonym für die Staaten der Andengemeinschaft (Peru, Bolivien, Ecuador, Kolumbien) verwendet. Argentinien dagegen ist Mitglied des Mercosur und Venezuela war es bis zu seiner Suspendierung 2016. Chile ist über Assoziierungsabkommen mit beiden Bündnissen verbunden – ohne Mitglied zu sein. In jüngerer Zeit tritt zunehmend die Alianza del Pacífico in den Vordergrund, in der Chile, Peru und Kolumbien zusammen mit Mexiko wirtschaftliche Integration anstreben.